# Кристина Лам
Кристина Лам (рођена 18. октобра 1976) је америчка такмичарка у синхронизованом пливању.
У екипи са Билом Мејом, Лам је победила на дуетским играма на националном шампионату Сједињених Америчких Држава 1998. године. Пар је освојио сребрну медаљу на истим играма на Играма добре воље 1998. године.
Кристина је отишла да се такмичи у играма женских екипа на Летњим олимпијским играма 2000. године, где су завршиле на петом месту. Године 2012. је уведена у галерију славних синхронизованих пливача Сједињених Америчких Држава.